# Vivian El Jaber
Vivian El Jaber (Buenos Aires, Argentina, 17 de novembro de 1964) é uma autora, produtora e actriz de cinema, teatro e televisão argentina.

## Biografia
Filha de pai de ascendência síria e de mãe luso-galega, Vivian El Jaber nasceu na cidade de Buenos Aires, Argentina, a 17 de novembro de 1964, emigrando com os seus pais para a Argentina anos mais tarde, onde estudou representação entre 1984 a 1988, ao lado dos atores Norman Briski e Roberto Saiz. Estreou-se nos palcos em 1986, com as peças de teatro "De la pupila para adentro" da sua autoria e "El frac rojo" de Carlos Gorostiza, seguindo-se a sua estreia na publicidade, tendo participado em inúmeras campanhas televisivas. Durante esse mesmo período, após também se estrear como autora, foi convidada para participar no 1º Congresso Internacional de Escritores para Adolescentes e Crianças e na 2ª Bienal de Arte Jovem em Buenos Aires, onde recebeu o primeiro prémio pela obra "F.E.A,", publicando pouco depois o seu primeiro livro.
Após ter participado em várias peças de teatro que foram aclamadas pela crítica e o público argentino, como "La Movida" (1988), "Las Papakiriaquidas" (1988), "Nosotras tres" (1990), "F.E.A." (1991), Vivian El Jaber estreou-se na televisão em 1992 com o programa de humor "De la cabeza", onde desempenhou várias personagens que lhe possibilitaram revelar a sua multidiversidade teatral e uma particular «queda para a comédia». Ganhando renome no meio, nos anos seguintes continuou a actuar com as peças teatrais "Té negro" (2002) ou "El conto del violín" (2006), integrou o elenco dos programas televisivos "Cha cha cha" (1995), "Mía solo mía" (1997), "Trillizos" (1999), "Tiempo final" (2000) ou ainda as telenovelas "Gasoleros" (1998), "Máximo corazón" (2002), transmitida além fronteiras em países como a Itália, "Floricienta" (2005), "Palermo Hollywood Hotel" (2006), "Alguien que me quiera" (2010) ou ainda "Farsantes" (2013), onde foi nomeada e galardoada pela sua interpretação, ou Guapas (2014), onde voltou a contracenar com o seu companheiro de vida, o ator e músico Alfredo Casero.
No cinema, Vivian El Jaber estreou-se com o telefilme "El 48" em 2003, seguindo-se no mesmo ano a sua primeira longa-metragem com o filme "Chiche Bombón" de Fernando Musa.

## Filmografia

### Televisão
- De la cabeza (América TV, 1992-1993)
- Cha cha cha (América TV, 1993, 1995-1997)
- Mía sólo mía (Telefe, 1997)
- Gasoleros (El Trece, 1998)
- Trillizos, dijo la partera (Telefe, 1999)
- Tiempo final (Telefe, 2001)
- Cuatro amigas (Telefe, 2001)
- Máximo corazón (Telefe, 2002-2003)
- Los de la esquina (Canal 7, 2004)
- Mosca & Smith (Telefe, minissérie, 2004)
- Los Roldán (Telefe, 2005)
- Floricienta (El Trece, 2005)
- Botines (El Trece, 2005)
- No hay 2 sin 3 (Canal 9, 2006)
- Palermo Hollywood Hotel (Canal 9, 2006)
- Patito feo (El Trece, 2007-2008)
- Alguien que me quiera (El Trece, 2010)
- El Pueblo del Pomelo Rosado (minissérie, 2012)
- Farsantes (El Trece, 2013-2014)
- Guapas (El Trece, 2014)
- Viudas e hIjos del rock and roll (Telefe, 2014-2015)[7]
- Educando a Nina (Telefe, 2016)[8]
- La caída (Televisión Pública, minissérie, 2018)
- Argentina, tierra de amor y venganza (El Trece, 2019)

### Cinema
- El 48 (2004), realizado por Alejandra Marino
- Chiche Bombón (2004), realizado por Fernando Musa
- Tocar al cielo (2007), realizado por Marcos Carnevale
- Un cuento chino (2011), realizado por Sebastián Borensztein

## Teatro
- De la pupila para adentro (1986), escrito por Vivian El Jaber e dirigido por Roberto Saiz
- El frac rojo (1988) de Carlos Gorostiza
- La movida (1988), Festival de Teatro Joven
- Las Papakiriaquidas (1988), escrito por Vivian El Jaber e María José Leguizamón e dirigido por Diego González
- El Ojo (1988) de Luis Agustoni
- Nosotras tres (1990), escrito por Vivian El Jaber
- F.E.A. (1991-1993), escrito por Vivian El Jaber e dirigido por Diego González
- La cantante calva (1995-1996) de Eugene Ionesco
- Fin de siglo Cabaret (1998) de Jorge Leyes
- Ansata (2000), escrito e dirigido por Vivian El Jaber e Mónica Gazpio
- Derechas (2001) de Bernardo Cappa e direcção de José María Muscari
- Té negro (2002-2003), escrito por Vivian El Jaber
- Pagar el Pato (2003) de Dino Armas
- El cuento del violín (2006) de Gastón Cerana
- Patito Feo (2007), dirigido por Manuel Wirzt
- El impostor apasionado (2009-2010), dirigido por Evelyn Bendjeskov

## Prémios e Nomeações
| Ano  | Prêmio                  | Categoria                | Telenovela           | Resultado |
| ---- | ----------------------- | ------------------------ | -------------------- | --------- |
| 1993 | Prémio Sin Cortes       | Revelação Feminina       | <i>Cha Cha Cha</i>   | Vencedora |
| 2005 | Prémio Teatro del Mundo | Melhor Interpretação     | El Cuento del Violín | Vencedora |
| 2014 | Prémio Martín Fierro    | Melhor Actriz Secundária | Farsantes            | Vencedora |